# Rosnoën
Rosnoën är en kommun i departementet Finistère i regionen Bretagne i västra Frankrike. Kommunen ligger i kantonen Le Faou som tillhör arrondissementet Châteaulin. År 2022 hade Rosnoën 993 invånare.

## Befolkningsutveckling
Antalet invånare i kommunen Rosnoën
Referens:INSEE